# 張公素
張 公素（ちょう こうそ、生没年不詳）は、唐代の軍人。盧龍軍節度使。本貫は幽州薊県。

## 経歴
盧龍軍節度使の張仲武の従弟にあたる。咸通年間、幽州の軍校となった。盧龍軍節度使の張允伸に仕え、平州刺史に累進した。咸通13年（872年）、張允伸が死去すると、その子の張簡会が盧龍軍の留後の事務をつかさどった。公素が平州の兵を率いて幽州にかけつけると、盧龍軍は公素の威望を恐れた。張簡会が公素を抑えることができないと悟って逃走すると、公素は盧龍軍節度使に擁立された。ほどなく朝廷に旌節を授けられ、中書門下平章事を加えられた。その性格は凶暴で、瞳に白いところが多く、幽州の人は公素のことを「白眼相公」と呼んだ。乾符2年（875年）、公素は李茂勲に節度使の位を奪われ、長安に逃亡し、復州司戸参軍に左遷された。

## 伝記資料
- 『旧唐書』巻180 列伝第130
- 『新唐書』巻212 列伝第137